# Fuente del Puma
La fuente del Puma es una fuente  de agua mineral que se encuentra dentro de la Reserva Natural Salus en el departamento de Lavalleja, Uruguay .
Su nombre se debe a la leyenda que describe una gruta donde se encontraba un manantial de agua del cual bebía un puma, el cual fue tomado como símbolo del lugar.
La fuente se encuentra a 268 metros sobre el nivel del mar, con un caudal que si bien no se ha determinado con precisión, es constante y fluye en forma continua.

## Historia
De acuerdo a los registros del lugar, la fuente poseía propiedades curativas para los habitantes del valle de Minas, los cuales recorrían más de doce kilómetros para colectar agua del manantial. 
El lugar ha sido conocido como "La fuente de los Talas de la Salud", aparentemente por influencia indígena. Dadas sus características de agua de manantial, la fuente solía ser visitada por enfermos que viajaban desde diferentes zonas del país.
Recibió también el nombre de "Fuente de los Talas de la Coronilla", denominación acuñada desde tiempos en que el bosque era habitado por indios guaraníes, de los cuales se han encontrado indicios de su permanencia en la zona.

## Características del lugar
La hoy denominada Reserva Natural Salus, que rodea la Fuente del Puma posee una importante flora autóctona, albergando coronillas, arueras, palos borrachos, talas, arrayanes, turumbúes, canelones,  acacias blanca y negra, pinos, eucaliptus, ibirapitáes, olmos, jacarandá, robles, araucarias, casuarinas, ombúes, laureles, alcornoques y ceibos. Dada su vasta diversidad, se ha catalogado el parque como una reserva ecológica nacional.
|                                   |
| Sendero hacia la Fuente del Puma. |

|                       |
| Una vista del Parque. |

|                              |
| Bosques que rodean el lugar. |

|                                |
| Manantial al pie de la fuente. |